# Stadtkirche Kirchhain

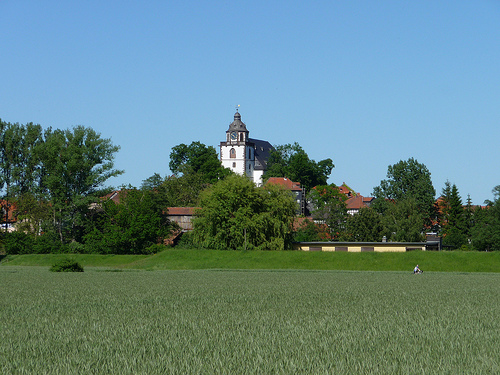
Stadtkirche

Die evangelische Stadtkirche St. Michael ist ein Kirchengebäude in Kirchhain im hessischen Landkreis Marburg-Biedenkopf.

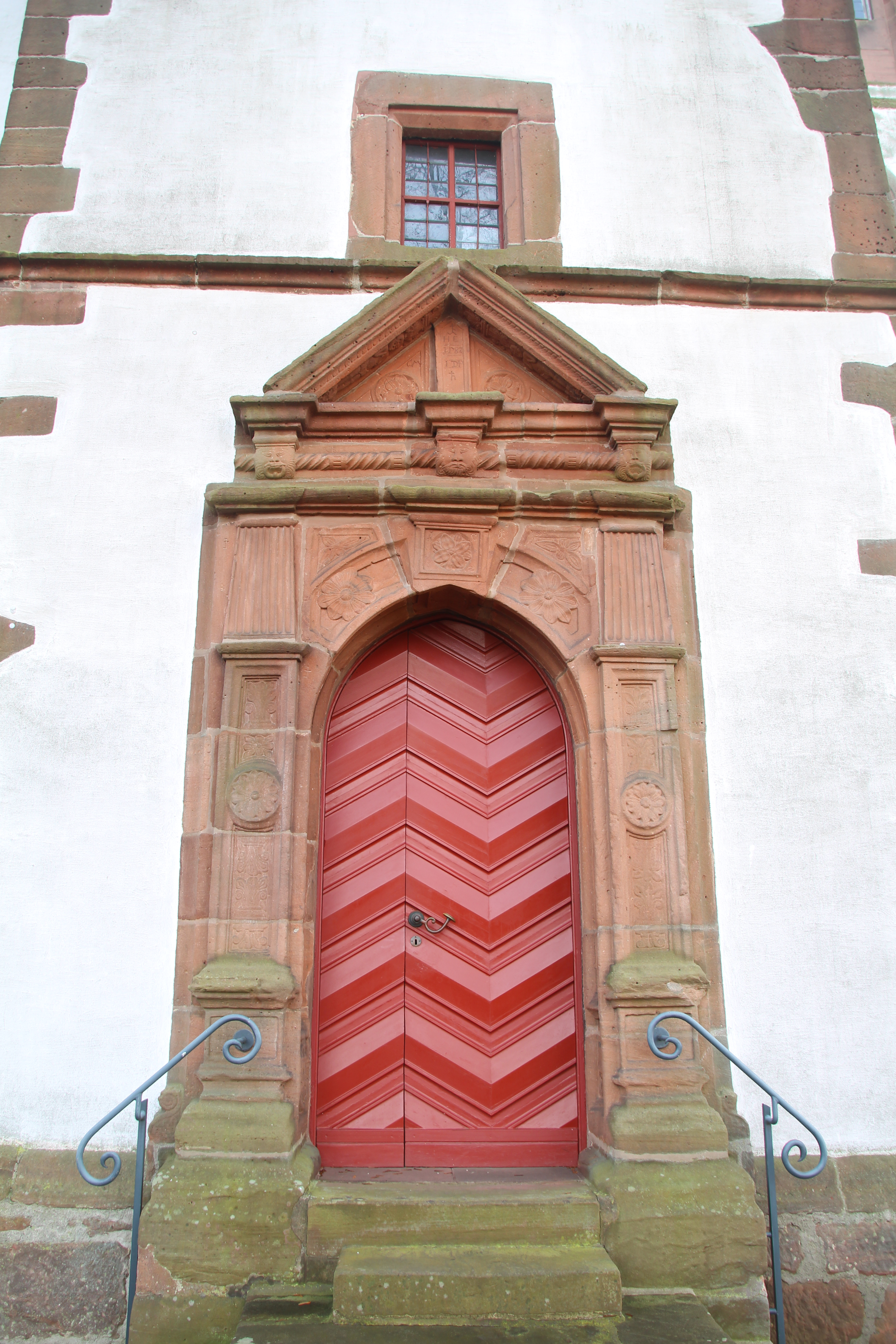
Südportal

## Geschichte
Schon vor 1238 stand am Ort der heutigen Kirche eine Kapelle. Der heutige Kirchenbau stammt aus dem 15. Jahrhundert. Im Jahre 1555 verwüstete ein Brand die Stadt und auch die Kirche. Im Dreißigjährigen Krieg wurde die Kirche schwer beschädigt und von 1666 bis 1669 renoviert, dabei wurde das Deckengewölbe durch eine Balkendecke ersetzt. Von 1929 bis 1936 wurde die Kirche umfassend renoviert und ein Chor angebaut.

## Orgel
Mitte des 18. Jahrhunderts wurde die Orgel durch Johann Andreas Heinemann erneuert, von ihm stammt heute noch der Prospekt. Das eigentliche Orgelwerk wurde 1930 durch den Orgelbauer Richard Schmidt aus Gelnhausen mit 25 klingenden Registern auf zwei Manualen und Pedal hinter der historischen Front eingebaut.

## Gemeinde
Die Evangelische Kirchengemeinde Kirchhain, der auch die evangelischen Christen der mehrheitlich katholisch geprägten Nachbarstadt Amöneburg angehören, gehört zum Kirchenkreis Kirchhain im Sprengel Marburg in der Evangelischen Kirche von Kurhessen-Waldeck. Die Kirchengemeinde verfügt über zwei Pfarrämter, ein weiteres Kirchengebäude der Gemeinde ist die 1968 erbaute Martin-Luther-Kirche.